# Leptopelis nordequatorialis
Leptopelis nordequatorialis és una espècie de granota de la família dels hiperòlids que viu al Camerun i Nigèria.